# Dinoderus punctatissimus
Dinoderus punctatissimus är en skalbaggsart som beskrevs av Pierre Lesne 1897. Dinoderus punctatissimus ingår i släktet Dinoderus och familjen kapuschongbaggar. Inga underarter finns listade i Catalogue of Life.